# Leukippos (mytologi)

Bortrövandet av Leukippos döttrar, målning av Peter Paul Rubens från omkring 1617).

Leukippos är i grekisk mytologi en kung i Messenien. 
Han hade två döttrar, Hilaeira och Foibe, som var trolovade med Idas och Lynkeus men rövades bort av dioskurerna Kastor och Polydeukes. I den följande striden stupade Kastor för Idas, varpå Idas och Lynkeus dräptes av Polydeukes.